# 16. вечити дерби у фудбалу
16. вечити дерби у фудбалу је фудбалска утакмица одиграна на стадиону ЈНА у Београду 8. јуна 1955. године, између Црвене звезде и Партизана. Утакмица се завршила резултатом 4 : 1 (2 : 1) за Црвену звезду.